# Букеларион
Тема Букеларион (грчки: Βουκελλάριον θέμα) је била административна јединица Византијског царства у северној Малој Азији (данашња Турска). Настала је издвајањем из првобитне теме Опсикије, а обухватала је делове античке Пафлагоније, Галатије и Фригије.

## Историја
Тема је формирана убрзо након 743. године, а пре 767. године, од стране византијског цара Константина V (741–775), након гушења побуне Артавазда, противцара и комеса Опсикије. Нова тема је, заједно са Оптиматом, настала издвајањем из Опсикије. Нова тема понела је назив по римској Букеларији, елитним коњичким трупама готског и римског порекла, које су често обављале послове телохранитеља. Почетком 7. века формиране су елитне дивизије које су се настаниле на простору Опсикије, под командом доместика. На овим просторима средином 8. века настаје Букеларион. Стратег ове теме први пут се помиње у изворима 767. године, али је тема морала настати раније. Његово седиште била је Анкира, некадашњи центар Опсикије. Стратег Букелариона је, према арапским географима, командовао војском од 8000 људи. Поред коњице, Букеларион је, као и касније тема Пафлагонија, имао и малу флоту на челу са "катепаном Букелариона и Пафлагоније", чији је печат из 10. века остао сачуван. Тема Букеларија постојала је до битке код Манцикерта 1071. године, када ове просторе освајају Селџуци.